# María de la Encarnación Rigada y Ramón
María Encarnación de la Rigada y Ramón (Cádiz, 25 de marzo de 1863 - Madrid o Vichy, 18 de septiembre de 1930) fue una matemática, pedagoga, escritora y periodista española que impulsó las leyes de Protección a la Infancia y de educación especial. Fue cofundadora de la Real Sociedad Matemática Española.

## Biografía
María de la  Encarnación Rigada y Ramón nació en Cádiz en el seno de una familia acomodada de ascendencia vasco-gallega, era hija Manuel de la Rigada Leal, vicealmirante de la armada, y de Cecilia Ramón Pérez. Estudió magisterio en la Escuela Normal Central de Maestros de Madrid. En 1880 obtuvo el título de maestra elemental con las máximas calificaciones.
No hay referencias exactas del lugar de su muerte acaecida en 1930, algunas fuentes citan a Madrid, y otras como María del Carmen Colmenar Orzaes, investigadora de la Universidad Complutense de Madrid, en sus investigaciones la sitúa en Vichy, Francia, por la referencia encontrada en un artículo publicado en la revista Pro-Infantia, 279-282 del año 1930.

## Trayectoria profesional
María Encarnación al finalizar la carrera fue nombrada profesora auxiliar interina de Escuela Normal Central de Maestros de Madrid, donde impartió clases generales de ciencias y letras. En 1896 se tituló como institutriz y maestra superior. Apasionada por las matemáticas, ese mismo año publicó su primera obra: Aritmética elemental. Publicó asiduamente en revistas y boletines como La España moderna, Revista Unión Iberoamericana, o Pro infancia. En 1901 ocupó en propiedad la plaza de profesora en la sección de ciencias en la Escuela Normal Central de Madrid.
Junto con un grupo de maestros y maestras, en 1904 se matriculó en la asignatura de Pedagogía Superior en la Facultad de Filosofía y Letras con el profesor Manuel Bartolmé Cossío y durante siete años más, siguió los cursos de Matemática pura y Matemáticas aplicadas en La Escuela Superior del Ateneo de Madrid.
En 1910 fue premiada en Valencia por su labor en la enseñanza de las matemáticas.

## Protección de la infancia
Preocupada por los temas sociales, defendió los derechos de las mujeres y los niños a conocer y tener una correcta alimentación e higiene. María Encarnación de la Rigada y Ramón llegó a tratar y defender sus proyectos en congresos y foros dedicados a la pedagogía, la pediatría, la demografía y la higiene. 
Lideró la creación de las cantinas escolares, la educación de las personas con discapacidad y la erradicación de la mendicidad infantil. En 1905 fue nombrada vicepresidenta de la Real Sociedad Fundadora del Colegio para Huérfanos y Pensionistas del Magisterio Español y en 1914 fue miembro del Patronato Nacional de Sordomudos, Ciegos y Anormales. Trasladada durante un breve período a Barcelona, de 1917 a 1922 dirigió la Escuela Normal Central de Maestros de Madrid.

## Publicaciones destacadas
En 18966, con la colaboración de Mercedes Tella, publicó Aritmética elemental, que fue el libro de texto recomendado por el Real Consejo de Instrucción Pública para las Escuelas Normales de España y Ultramar. De 1908 a 1917 publicó infinidad de artículos y fue propietaria y directora del diario profesional Gaceta de Instrucción Pública y Bellas Artes.
En 1916 publicó Paidotecnia, especialmente en lo que se refiere a los niños anormales, basado en el curso «Pedagogía de anormales» que impartió en 1915 en el Patronato Nacional de Anormales. Este libro fue considerado durante mucho tiempo como «manual imprescindible» de pedagogos y enseñantes dedicados a la educación de las personas que se incluían en el concepto de «anormales»: «inadaptados, anormales a causa de deficiencias orgánicas o mentales y anormales profundos».
En 1924 publicó el segundo volumen de Aritmética y en 1928 Psicología especial del niño.